# Fantômette et la Grosse Bête
Fantômette et la Grosse Bête est le 26e roman de la série humoristique Fantômette créée par Georges Chaulet.
Le roman, publié en 1974 dans la Bibliothèque rose des éditions Hachette, comporte 187 pages. Il évoque la tentative faite par Françoise /Fantômette, Œil-de-Lynx, Ficelle et Boulotte d'enquêter sur un dragon qui aurait été aperçu à plusieurs reprises dans un village du Limousin.

## Notoriété
De 1961 à 2000, les ventes cumulées des titres de Fantômette s'élèvent à 17 millions d'exemplaires, traductions comprises.
Le roman Fantômette et la Grosse Bête a donc pu être vendu à environ 200 000 exemplaires.
Comme les autres romans, il a été traduit en italien, espagnol, portugais, en flamand, en danois, en finnois, en turc, en chinois et en japonais.

## Personnages principaux
- Françoise Dupont / Fantômette : héroïne du roman
- Ficelle : amie de Françoise et de Boulotte
- Boulotte : amie de Françoise et de Ficelle
- Œil-de-Lynx : journaliste
- Le Masque d'Argent : bandit, ennemi de Fantômette

## Résumé
Remarque : le résumé est basé sur l'édition cartonnée non abrégée parue en 1974 en langue française.
- Mise en place de l'intrigue (chapitres 1 à 3)

Dans le Limousin, à proximité du village de Saint-Plouc-les-Bœufs, un commerçant affirme avoir aperçu une bête monstrueuse ressemblant à un dragon. L'information parvient au journaliste Œil-de-Lynx qui en parle à Françoise. Œil-de-Lynx, Françoise, Ficelle et Boulotte se rendent donc à Saint-Plouc-les-Bœufs pour enquêter.
- Aventures et enquête (chapitres 4 à 15)

Ils commencent par interroger le témoin de l'apparition puis se rendent sur les lieux. Ils prennent des photographies et des mesures des empreintes des pattes du monstre. Mais les suites sont décevantes : les photographies, remises au photographe pour développement, sont restituées voilées, et les traces des empreintes ont été effacées. 
Le maire du village demande à Œil-de-Lynx de faire appel à Fantômette pour retrouver ses deux enfants qui auraient été enlevés récemment par un commerçant turc et emmenés à Ankara. Œil-de-Lynx et Fantômette sont près de prendre l'avion mais Fantômette se ravise : le maire ne veut-il pas les éloigner du village pour retarder l'enquête ? Retournant au village, les deux aventuriers apprennent l'enlèvement de Ficelle et Boulotte, qui ne seront libérées que si Fantômette quitte définitivement la région. 
Le lendemain, Fantômette et Œil-de-Lynx retournent sur les lieux que visitaient les deux jeunes filles. Œil-de-Lynx tombe dans une cavité creusée dans la colline. Fantômette le rejoint. Ficelles et Boulotte sont retrouvées. Néanmoins les quatre héros sont faits prisonniers par celui qui a tout manigancé depuis le début : le Masque d'argent, alias le comte de Maléfic. Il leur révèle que le monstre qui fait peur à la région est un tyrannosaure qu'il a élevé grâce à un œuf retrouvé intact dans un endroit glacial de la mine. L'œuf a hiberné pendant des millions d'années. Les quatre sont emprisonnés. Plus tard, alors qu'un garde vient leur apporter à dîner, Fantômette parvient à quitter la cellule et à s'échapper. 
Elle parcourt les souterrains de la vieille mine, qui a été aménagée par le Masque d'argent comme une base de soutien, et découvre la nature du monstre. Il ne s'agit pas du tout d'un animal vivant issu d'un œuf, comme le prétendait le bandit, mais d'une machine complexe créée de toutes pièces. Le monstre consiste en un gigantesque engin blindé, articulé et mobile. Fantômette parvient à libérer ses trois amis. Tous prennent la fuite et retournent au village. Mais Fantômette veut retourner sur les lieux pour approfondir ses connaissances sur la base et les plans du Masque d'argent : il n'a sûrement pas agi par altruisme et veut sans doute utiliser son monstre mécanique pour semer la terreur, attaquer des banques, etc. 
Elle y va donc, accompagnée par Œil-de-Lynx. Les deux aventuriers sont de nouveau faits prisonniers et retenus dans le poste de commandement du Masque d'argent, qui annonce à l’aide d'une bande enregistrée ce qui attend les deux jeunes gens : une bombe va exploser et ils vont mourir. 
- Dénouement et révélations finales (« chapitre final »)

Alors que les minutes défilent et que le terme de la menace est échu, contre toute attente la bombe n'explose pas en raison d'une grève d'EDF ! Œil-de-Lynx révèle l'affaire au grand jour et les plans du Masque d'argent. En fin de compte le village de Saint-Plouc-les-Bœufs devient célèbre pour son faux monstre !

## Autour du roman
- Fantômette avait rencontré une première fois le Masque d'argent dans Fantômette et le Masque d'argent (1973). Elle le retrouvera plus tard dans Fantômette brise la glace (1976), dans Fantômette dans l'espace (1977) et dans Fantômette s'envole (1985).